# マーベリー対マディソン事件
マーベリー対マディソン事件（マーベリーたいマディソンじけん、Marbury v. Madison,5 U.S.137(1803)）は、アメリカ合衆国最高裁判所の判決で、世界で初めて違憲審査制を確立した事件として有名である。

## 事案の概要
1800年11月、当時の与党連邦党は選挙に大敗したが、選挙から大統領交替までの「レイム・ダック会期」により、翌年3月までジョン・アダムス大統領の任期であった。アダムス大統領はこれを利用して、政権交代後も連邦党が影響力を行使するため、司法部を連邦党関係者で占めることを図り、裁判官に連邦党関係者を任命した。
本件における上告人ウィリアム・マーベリーは、この連邦党人事の一環として、ワシントン特別区における治安判事の一人に推された。ただ、マーベリーの治安判事任命における上院の同意は、アダムス大統領の任期満了前日である3月3日深夜にずれこんだため、国務長官のジョン・マーシャルは、その辞令に押印し、封緘するところまで行ったものの、辞令の交付にまで至らず、任期満了を迎えた。その後、共和党のトーマス・ジェファーソンが3月4日に大統領に就任し、その新国務長官ジェームズ・マディソンは、マーベリーへの辞令交付を保留した。
この辞令交付の保留という事態に当たり、マーベリーは、マディソン長官を相手方として、辞令の交付を命じる職務執行令状（writ of mandamus）の発付を求めて、合衆国最高裁判所に訴えを提起した。なお、当時の裁判所法13条（Judiciary Act of 1789 § 13）は、「最高裁判所は、……法の一般原則と慣例により認められた場合、合衆国の下に設置された裁判所または官職を奉ずる者に対し、職務執行令状を発する権限を有する。」としていた。
本件訴訟では、辞令を宙吊りにした張本人であるマーシャル前国務長官が、合衆国最高裁判所首席裁判官として判決を書いている。

## 判旨
全員一致（マーシャル執筆）
マーシャル判事は、本件における3つの争点を挙げた。
1. マーベリーに最高裁判所に申立てをする権利があるか。
2. 連邦法がマーベリーに法的救済を与えているか。
3. 最高裁判所が職務執行令状を出すことが法的に正しい救済方法といえるか。

マーシャルは、まず上2つの争点について肯定する立場に立つことを判示した上で、3番目の問題に応えるにあたり、初めて1789年の裁判所法を検討して、最高裁判所に職務執行令状に関する第1審管轄権を与える趣旨であると判断した。マーシャルは合衆国憲法第3章を参照し、最高裁判所の第1審管轄権と上訴審管轄権について判断した。この規定によれば、「大使その他の外交使節及び領事に関するすべての事件」と「州が当事者たるすべての事件」にしか第1審管轄権を与えていない。マーベリーは、憲法は議会が管轄権を加えることができるように第1審管轄権を定めていると主張した。マーシャルは、この論旨を採用せず、議会は合衆国最高裁判所の第1審管轄権を修正する権限を持たないという判断を示した。その結果、マーシャルは憲法と裁判所法が矛盾することを指摘した。
この矛盾は、制定法が憲法と抵触したときに生じる重要な問題を提起していた。マーシャルは、憲法に抵触している制定法は無効で、裁判所は法的審査の原則に従って、憲法に従う義務があると判断した。この立場を支持するため、マーシャルはもし裁判所がそれを無視した場合に存在する憲法の状態は成文憲法をもっている意味がないことを意味することを指摘した。マーシャルは「いかなる目的で権限は制限され、いかなる目的で（合衆国最高裁判所の権限が）列挙されている事項に制限され、これらの制限がいかなる時も抑制されて判断されるべきだろうか」と述べ、司法権の本質が裁判所にこのような決定をすることを要求していると主張した。なぜなら、裁判所の任務は事件に判決を下すことであり、それぞれの事件で法をどのように適用するかの権能を有しているからである。最後に、マーシャルは憲法擁護の宣誓義務や、憲法の最高法規条項において、「合衆国の法律」の前に、「憲法」を列挙していることを指摘した。
結局、1789年の裁判所法は違憲無効であって、マーベリーが救済を求めるためには、下級審にもう一度訴訟を提起すべきだとした。しかし、当時の法律にはマーベリーが求める救済を下級裁判所に提起することを認める規定がなかったため、マーベリーは訴訟を断念せざるを得なかった。
この判決は、法的には最高裁判所の違憲審査権を確立するという意味を持つ一方、政治的にはマーベリーに対し職務執行令状を認めないことで共和党の主張を認めるという妥協を図ったものでもあった。